# Anolis jubar
Anolis jubar (кубинський прибережний аноліс) — вид ігуаноподібних ящірок родини анолісових (Dactyloidae). Ендемік Куби.

## Підвиди
Виділяють десять підвидів:
- Anolis jubar jubar Schwartz, 1968;
- Anolis jubar albertschwartzi Garrido, 1973;
- Anolis jubar balaenarum Schwartz, 1968;
- Anolis jubar cocoensis Estrada & Garrido, 1990;
- Anolis jubar cuneus Schwartz, 1968;
- Anolis jubar gibarensis Garrido, 1973;
- Anolis jubar maisiensis Garrido, 1973;
- Anolis jubar oriens Schwartz, 1968;
- Anolis jubar santamariae Garrido, 1973;
- Anolis jubar yaguajayensis Garrido, 1973.

## Поширення і екологія
Кубинські прибережні аноліси поширені на сході Куби на сусідніх острівцях. Вони живуть в сухих тропічних лісах і чагарникових заростях, трапляються на узліссях. Відкладають яйця.